# Eyre-Halbinsel-Buschfeuer
Das Eyre-Halbinsel-Buschfeuer, auch Black Tuesday Fire genannt, begann am 10. Januar 2005 auf der Eyre-Halbinsel in South Australia in Australien. Bei dem Feuer kamen neun Menschen ums Leben und 113 wurden verletzt. Es war eines der zerstörerischsten Buschfeuer in Australien seit dem Buschfeuer in Victoria und South Australia 1983. Die Schäden durch das Buschfeuer auf der Eyre-Halbinsel wurden 2009 vom Buschfeuer in Victoria mit 173 Todesfällen übertroffen.

## Verlauf des Buschfeuers
Das Buschfeuer entzündete sich im landwirtschaftlich genutzten Gebiet nördlich von Wangary und breitete sich in östlicher Richtung in die Lower Eyre Penisula aus, ein relativ dünn besiedeltes Gebiet. Am ersten Tag verbrannten 1450 km² Land und 480 km² nahe den kleinen Ortschaften Wangary, Wanilla, North Shields, Poonindie, Louth Bay, Greenpatch und Yallunda Flat. Die Feuerwehren hatten das Feuer am ersten Tag grundsätzlich eingedämmt, aber durch ungünstige Witterungsbedingungen am 11. Januar, mit einer Windgeschwindigkeit von 70 km/h und Temperaturen über 40 °C, entfachte es sich erneut und überwand die Widerstandslinien. Mehr als 300 Feuerwehrleute der South Australian Country Fire Service, unterstützt von den vor Ort befindlichen Landbesitzern, bekämpften das Feuer. Es war so stark, dass der Flughafen von Port Lincoln zeitweise geschlossen werden musste und weitere Feuerwehrleute, die zur Unterstützung mit dem Flugzeug anreisten, in Adelaide landen mussten.
Auf dem Höhepunktes des Buschfeuers wurde der Feuerindex für Grasland von 350 erreicht, der bereits bei einem Wert von 150 zum Notfallausruf (Code Red) führt. Das Feuer bewegte sich mit einer Geschwindigkeit von 17 km/h voran. Als sich der Feuersturm durch den kleinen Ort North Shields bei Port Lincoln bewegte, mussten die Bewohner ihre Häuser verlassen und zum Strand flüchten. Einige Bewohner an der Louth Bay mussten sich schwimmend vor den Flammen in die See retten, wo sie von der Seeseite aus von Notfallhelfern gerettet wurden.
Das Gebiet der Eyre Peninsula war durch die Regierung von South Australia vom 12. bis 16. Januar zum Notstandgebiet erklärt worden. Die Feuerwehren brauchten bis zum 14. Januar zur Feuereindämmung.

## Schäden
Acht Menschen verbrannten in ihren Pkw, darunter vier Kinder, als sie vor dem Feuer flüchteten und eine Schullehrerin kam in einem Museum in North Fields ums Leben. Etwa 50 Häuser, Dutzende von Autos, 15 Wohnwagen, zwei Busse, drei Ferienhäuser, ein Geschäft, drei Lastkraftwagen und vier Boote verbrannten. Die Infrastruktur war von dem Buschfeuer stark betroffen, Wasser-, Strom- und Telefonleitungen und 95 % der landwirtschaftlichen Zäune wurden zerstört. Insgesamt 47.000 Stück Vieh, vor allem Schafe, und 8900 km² Land verbrannten.